# Motmot
Els motmots són un grup d'ocells neotropicals que formen la família dels momòtids (Momotidae) de l'ordre dels coraciformes (Coraciiformes), que també inclou el blauet, l'abellerol i el gaig blau. Tots els motmots existents estan restringits als boscos o boscos dels Neotropics, i els més grosso són a Amèrica Central. Tenen un plomatge colorit i un bec relativament pesat. Tots excepte el motmot menut tenen la cua relativament llarga que en algunes espècies la punta és distintiva semblant a una raqueta.

## Morfologia
Són ocells de mitjana grandària. L'única espècie de cua curta, el motmot menut (Hylomanes momotula), fa 16 cm de llargària, però la resta fan 30 -45 cm incloent la cua. Tenen un plomatge acolorit d'un verd viu per damunt i un bec relativament poderós, una mica corbat cap a baix. Algunes espècies tenen unes distintives plomes a la cua consistents en un raquis nu que deixa de ser-ho a l'extrem, adoptant una curiosa forma de raqueta. Escàs dimorfisme sexual.

## Hàbitat i distribució
Viuen a les selves i boscos de l'àrea neotropical, tenint la major diversitat en Mesoamèrica.

## Alimentació
Mengen petites preses com insectes i sargantanes, a més de fruits. A Nicaragua i Costa Rica, s'han observat motmots alimentant-se de granotes verinoses.

## Reproducció
Com la major part dels coraciformes, els motmots fan els nius en túnels excavats en parets, on ponen al voltant de quatre ous blancs. Algunes espècies formen grans colònies de cria de fins a 40 individus. El temps d'incubació és de 20 dies, i els joves deixen el niu després de 30 dies. Tots dos pares tenen cura dels joves.

## Comportament
Els motmots sovint mouen la cua endavant i endarrere, un moviment que normalment crida l'atenció sobre un ocell amagat. La investigació indica que els motmots realitzen aquest moviment quan detecten depredadors (basat en estudis sobre el motmot cellut) i que és probable que aquest moviment serveixi per comunicar que és conscient del depredador i està preparat per escapar. Aquesta forma de senyal interespecífica dissuasiva de persecució proporciona un benefici tant per al motmot com per al depredador: evita que el motmot perdi temps i energia fugint, i el depredador evita una persecució costosa que és poc probable que aconsegueixi capturar-lo.
En diverses espècies de motmots, el plomalls prop dels extrems de les dues plomes més llargues (centrals) de lacua són febles i cauen a causa de l'abrasió amb substrats, o cauen quan s'empolaina les plomes, deixant una longitud d'eix nu, creant així la forma de raqueta de la cua. Tanmateix, es creia erròniament en el passat que el motmot donava forma a la cua arrencant-se part de la del plomatge per deixar a la vista aquesta forma de raqueta. Això es va basar en informes inexactes fets per Charles William Beebe. Des de llavors s'ha demostrat que aquestes barbes estan dèbilment lligades i cauen a causa de l'abrasió amb substrats i durant l'empolainament. Hi ha, però, també diverses espècies on la cua és "normal", aquestes són el motmot menut, motmot gorjablau, motmot de coroneta rogenca, i les poblacions amazòniques del motmot rogenc i el motmot becample.

## Taxonomia
Hi ha hagut controvèrsia sobre el nombre d'espècies del gènere Momotus però actualment els principal autors taxonòmics convergeixen en 6 gèneres amb 14 espècies:
- Gènere Aspatha, amb una espècie: motmot gorjablau (Aspatha gularis).
- Gènere Baryphthengus, amb dues espècies.
- Gènere Electron, amb dues espècies.
- Gènere Eumomota, amb una espècie: motmot cellut (Eumomota superciliosa).
- Gènere Hylomanes, amb una espècie: motmot menut (Hylomanes momotula).
- Gènere Momotus, amb 7 espècies.